# Hiodontidae
A Hiodontidae a csontos halak (Osteichthyes) főosztályának sugarasúszójú halak (Actinopterygii) osztályába tartozó  Hiodontiformes rend egyetlen családja.
1 nem, 2 élő és 1 kihalt faj tartozik a családhoz.
Az ITS szerinti rendszer besorolás szerint nem önálló rend, hanem a Notopteroidei alrendhez tartozó család

## Rendszerezés
A rendhez az alábbi nem és fajok tartoznak.
- Hiodon (Lesueur, 1818) – 3 faj
  - Hiodon alosoides
  - Hiodon tergisus
  - Hiodon consteniorum – kihalt